# Индийский ботанический сад
Индийский ботанический сад имени ачарьи Джагдиша Чандры Боса (англ. Acharya Jagadish Chandra Bose Indian Botanic Garden) — ботанический сад, расположенный в городе Хаора в Западной Бенгалии.

## История
Ботанический сад основан в 1787 году полковником армии Британской Ост-Индской кампании Робертом Кидом (1746—1793) для определения ценных пород деревьев и выращивания специй на продажу. После смерти Кида в 1793 году директором сада стал Уильям Роксбер. Он существенно расширил ботанический сад, собрав там растения со всего мира, создал в ботаническом саду обширный гербарий. Натаниэл Валлих продолжил расширение коллекции сада. Впоследствии гербарий сада был преобразован в Центральный национальный гербарий Ботанической службы Индии (CAL). В 2009 году Индийскому ботаническому саду было присвоено имя Джагдиша Чандры Боса, знаменитого бенгальского учёного.

## Описание ботанического сада
Индийский ботанический сад управляется Ботанической службой Индии. Он расположен на западном берегу реки Хугли, занимает площадь около 109 га.
Самая известная достопримечательность сада — великий баньян, дерево фикуса бенгальского с самой большой в мире кроной.

## Галерея фотографий

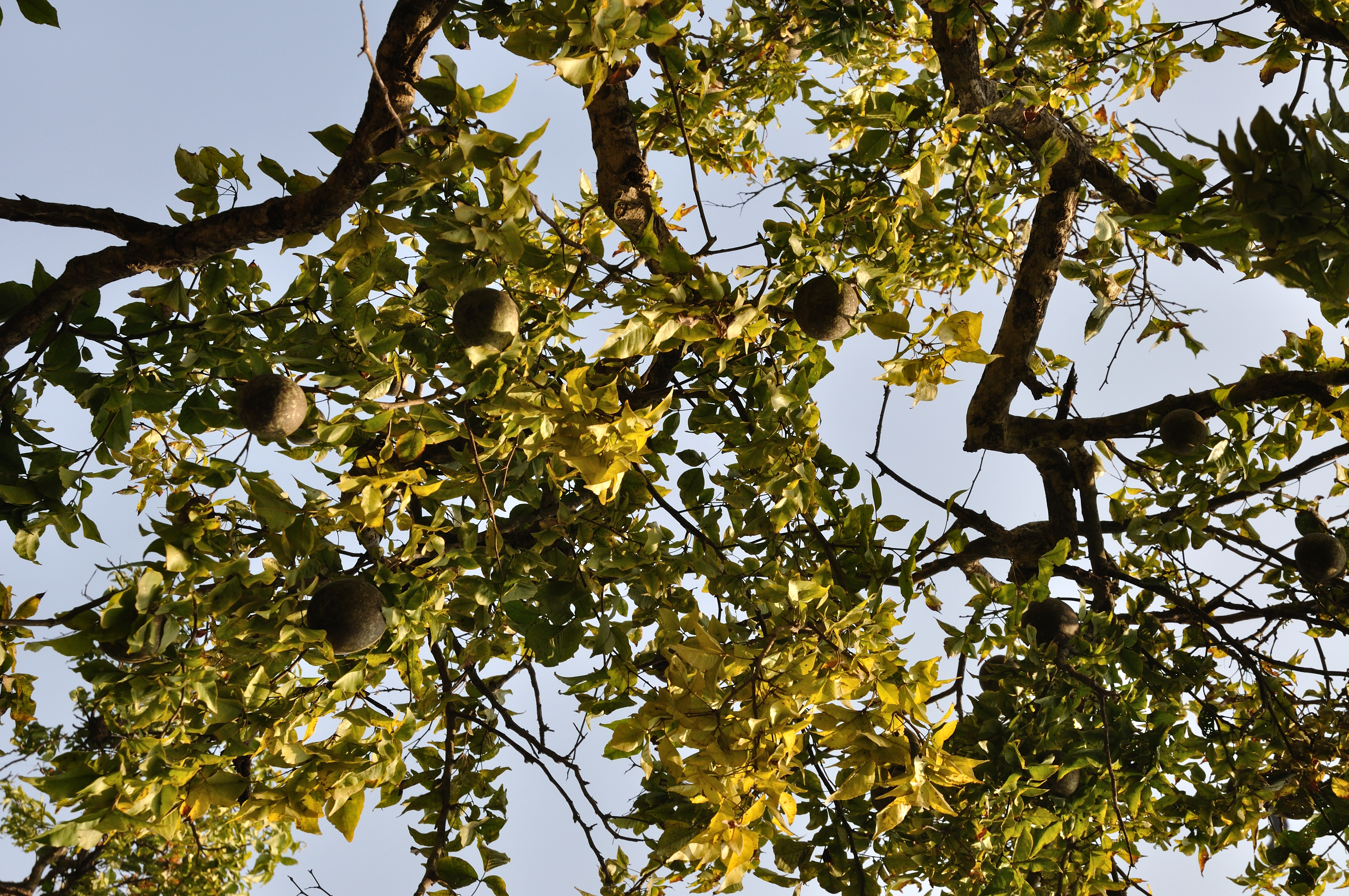
Aegle marmelos
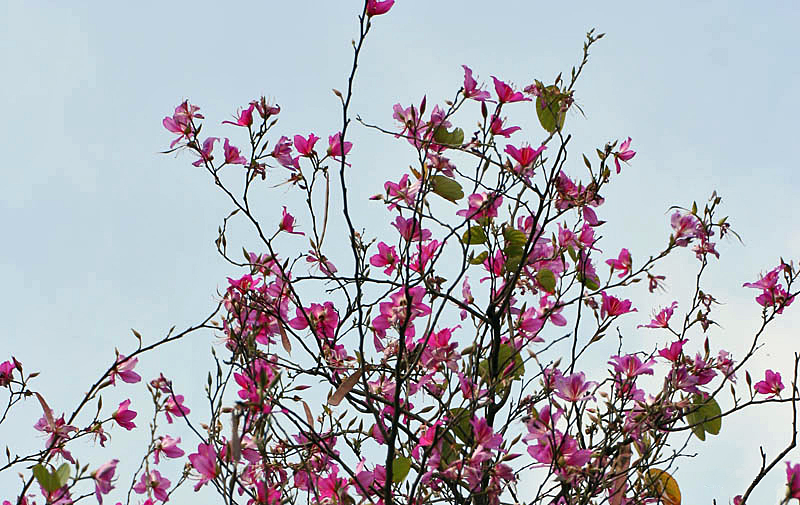
Bauhinia variegata[англ.]
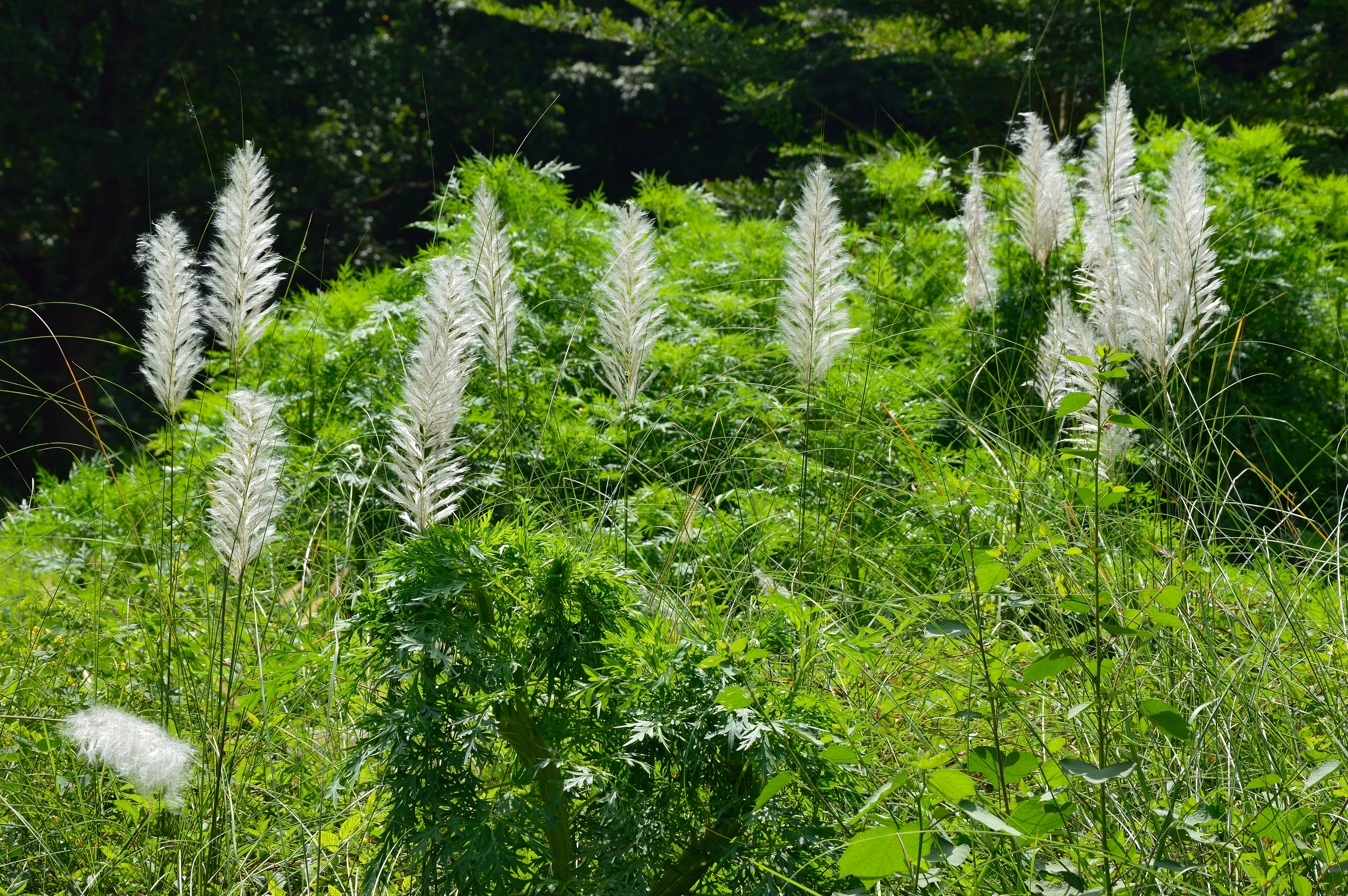
Saccharum spontaneum
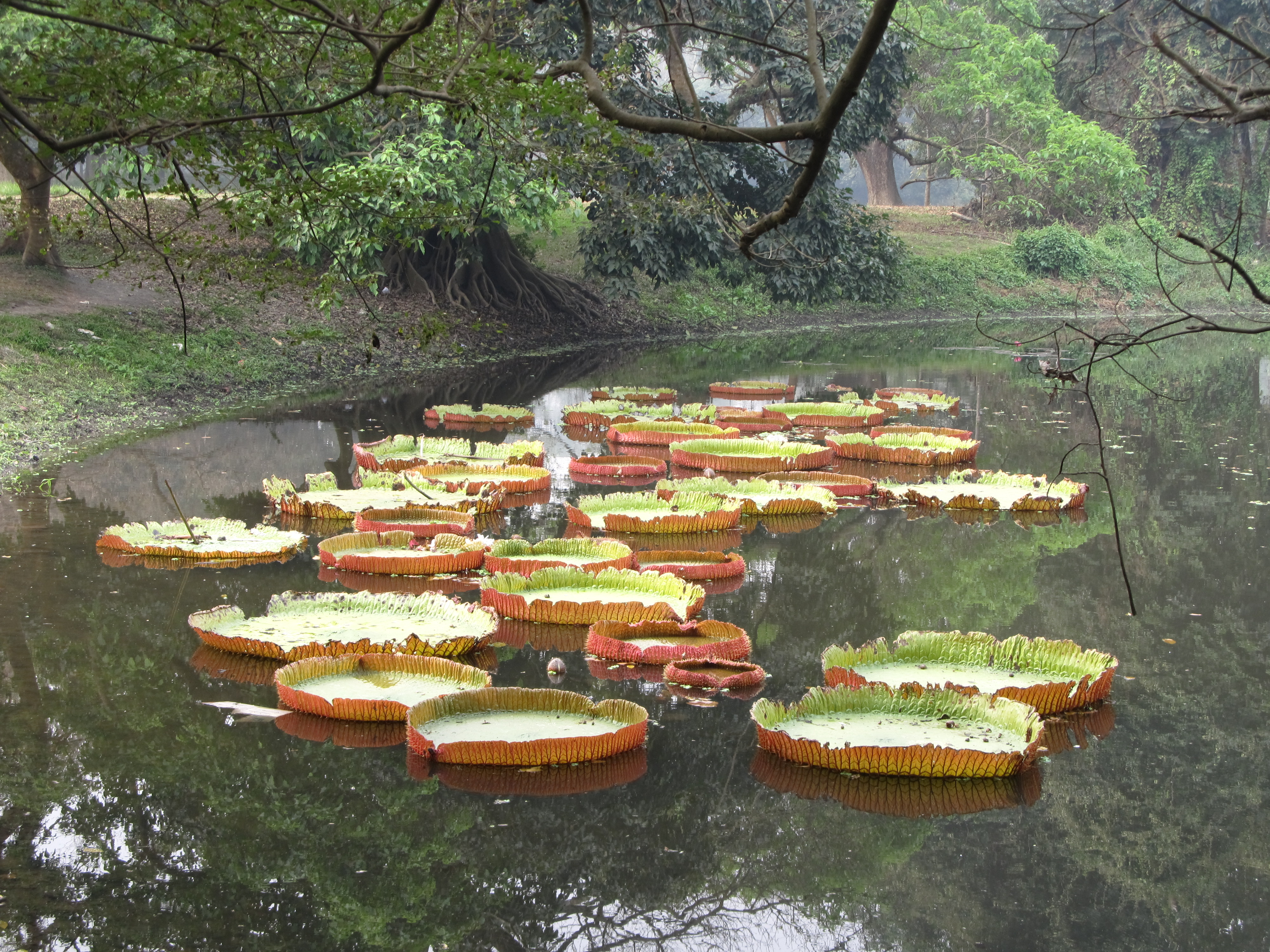
Victoria amazonica